# James J. Couzens
James J. Couzens (Chatham-Kent, 1872. augusztus 26. – Detroit, 1936. október 22.) az Amerikai Egyesült Államok szenátora (Michigan, 1922–1936).